# Antocyjany

Kation flawyliowy – macierzysta struktura antocyjanidyn, aglikonowych składników antocyjanów. Pokazano numerację szkieletu węglowego i lokalizację podstawników spotykanych naturalnie (R^{x} = H, OH, OCH3)

Antocyjany, antocyjaniny (E163) – grupa organicznych związków chemicznych z klasy flawonoidów, będących glikozydami, w których barwnymi aglikonami są antocyjanidyny (zazwyczaj cyjanidyna, pelargonidyna lub delfinidyna). Są naturalnymi barwnikami pochodzenia roślinnego, występującymi w wakuolach (głównie w kwiatach i owocach), w postaci granulek o różnej wielkości. Dużą zawartością antocyjanów odznaczają się m.in. borówki czarne, maliny, czarne porzeczki, czarny bez, jeżyny, aronia, czerwona kapusta, winogrona oraz bakłażany. Do celów przemysłowych otrzymuje się je poprzez ekstrakcję liści czerwonej kapusty lub skórek winogron.

## Właściwości
Barwa antocyjanów zależy od pH środowiska, w jakim się one znajdują. W przypadku pH poniżej 7 (kwaśne) są one czerwone, a w pH obojętnym lub zasadowym (pH > 7) mają barwę niebieską lub fioletową.
Na barwę antocyjanów ma wpływ wiele czynników. Jednym z nich jest temperatura. Wraz ze wzrostem temperatury (w trakcie dłuższego ogrzewania) początkowo barwa antocyjanów staje się bardziej intensywna, gdyż następuje rozszczepienie glikozydów na odpowiednie aglikony. Następnie intensywność barwy gwałtownie spada (w wyniku utlenienia barwników do związków o kolorze brunatnym oraz bezbarwnym). Odbarwienie antocyjanów następuje również wskutek dodatku dwutlenku siarki (reakcja obserwowana np. w czasie sulfitacji pulp). Zmiana barwy antocyjanów może wynikać także z działalności enzymów (oksydaz) oraz obecności jonów metali. Barwa antocyjanów w obecności jonów metali zależy nie tylko od tego, jakie jony występują w środowisku, ale również od gatunku rośliny (np. jony cyny zmieniają barwę truskawek, malin i wiśni na kolor bladoczerwony, a czarnej porzeczki na fioletowoamarantowy; zabarwienie wymienionych owoców w obecności jonów żelaza i miedzi jest natomiast brunatne).
Antocyjany zbudowane są z reszty cukrowej połączonej z aglikonem, którym jest barwny związek z grupy antocyjanidyn. Znanych jest kilkaset antocyjanów, różniących się rodzajem antocyjanidyny oraz rodzajem, liczbą i miejscem przyłączenia reszty cukrowej i jej podstawnikami. Do roku 2004 opisano 17 antocyjanidyn.
| Antocyjanidyna       | Ogólny wzór strukturalny                                | R³ | R5    | R6 | R7    | R3′   | R4′ | R5′   |
| -------------------- | ------------------------------------------------------- | -- | ----- | -- | ----- | ----- | --- | ----- |
| apigeninidyna        | Kation flawuliowy – macierzysta struktura antocyjanidyn | H  | OH    | H  | OH    | H     | OH  | H     |
| aurantynidyna        | Kation flawuliowy – macierzysta struktura antocyjanidyn | OH | OH    | OH | OH    | H     | OH  | H     |
| kapensinidyna        | Kation flawuliowy – macierzysta struktura antocyjanidyn | OH | OCH 3 | H  | OH    | OCH 3 | OH  | OCH 3 |
| cyjanidyna           | Kation flawuliowy – macierzysta struktura antocyjanidyn | OH | OH    | H  | OH    | OH    | OH  | H     |
| delfinidyna          | Kation flawuliowy – macierzysta struktura antocyjanidyn | OH | OH    | H  | OH    | OH    | OH  | OH    |
| europinidyna         | Kation flawuliowy – macierzysta struktura antocyjanidyn | OH | OCH 3 | H  | OH    | OCH 3 | OH  | OH    |
| hirsutydyna          | Kation flawuliowy – macierzysta struktura antocyjanidyn | OH | OH    | H  | OCH 3 | OCH 3 | OH  | OCH 3 |
| 6-hydroksycyjanidyna | Kation flawuliowy – macierzysta struktura antocyjanidyn | OH | OH    | OH | OH    | OH    | OH  | H     |
| luteolinidyna        | Kation flawuliowy – macierzysta struktura antocyjanidyn | H  | OH    | H  | OH    | OH    | OH  | H     |
| malwidyna            | Kation flawuliowy – macierzysta struktura antocyjanidyn | OH | OH    | H  | OH    | OCH 3 | OH  | OCH 3 |
| 5-metylocyjanidyna   | Kation flawuliowy – macierzysta struktura antocyjanidyn | OH | OCH 3 | H  | OH    | OH    | OH  | H     |
| pelargonidyna        | Kation flawuliowy – macierzysta struktura antocyjanidyn | OH | OH    | H  | OH    | H     | OH  | H     |
| peonidyna            | Kation flawuliowy – macierzysta struktura antocyjanidyn | OH | OH    | H  | OH    | OCH 3 | OH  | H     |
| petunidyna           | Kation flawuliowy – macierzysta struktura antocyjanidyn | OH | OH    | H  | OH    | OCH 3 | OH  | OH    |
| pulchellidyna        | Kation flawuliowy – macierzysta struktura antocyjanidyn | OH | OCH 3 | H  | OH    | OH    | OH  | OH    |
| rozynidyna           | Kation flawuliowy – macierzysta struktura antocyjanidyn | OH | OH    | H  | OCH 3 | OCH 3 | OH  | H     |
| tricetynidyna        | Kation flawuliowy – macierzysta struktura antocyjanidyn | H  | OH    | H  | OH    | OH    | OH  | OH    |

## Zastosowanie
Jest chemicznym dodatkiem do żywności, oznaczonym jako E163. Używany jako czerwono–fioletowy barwnik spożywczy, w produktach takich jak: napoje bezalkoholowe, oranżady w proszku, dżemy, lody, wina, jogurty, cukierki, konserwy oraz wyroby cukiernicze. Służy również do barwienia witamin w tabletkach.

## Znaczenie zdrowotne
Badania nad antocyjanami rozpoczął w 1914 roku Richard Martin Willstätter. Obecnie uważa się, że pełnią w organizmie funkcje ochronne, m.in. przed promieniowaniem UV. Przywabiają także zapylacze oraz zwierzęta rozprzestrzeniające nasiona. Odmiany roślin bogate w antocyjany zyskują na znaczeniu ze względu na swoje właściwości prozdrowotne. Regularne spożycie takich roślin może zwiększać poziom przeciwutleniaczy w organizmie. Mogą one zapobiegać rozwojowi chorób sercowo–naczyniowych, nowotworów oraz degradacji siatkówki oka. Spożycie antocyjanów wiąże się z poprawą zdrowia w wielu aspektach. Poprawie ulega pamięć krótkotrwała, uczenie się werbalne i pamięć robocza, funkcje wykonawcze, funkcje wzrokowo-przestrzenne, umiejętności psychomotoryczne, uwaga i pamięć semantyczna. Odnotowano także znaczną poprawę nastroju – w tym przeciwdziałanie zmęczeniu oraz zmniejszenie lęku i depresji. Związki fenolowe i antocyjany, odpowiedzialne za przeciwnowotworowe właściwości kolorowych odmian ziemniaka, zachowywane są nawet po rocznym przechowywaniu przed ich przetworzeniem.